# Апельсин (гурт)
Апельси́н (ест. Apelsin) — радянський та естонський естрадний музичний колектив. Створений у 1974 році, діє донині. Музиканти гурту відзначаються грою у різних стилях: джаз, кантрі, рок-н-рол, блюз та інших, а також використанням доволі нетрадиційних музичних інструментів.

## Історія
У 1974 році кілька ентузіастів сучасної музики вперше виступили на естонському телебаченні з гумористичною композицією, стилізованою під кантрі. Глядачам сподобався виступ, тож музиканти вирішили створити ансамбль. Згодом він дістав назву «Апельсин». Цю назву придумав лідер групи і її фактичний засновник Тину Ааре. Якось він, прогулюючись Таллінном у негоду, зауважив кіоск із апельсинами. На думку спало, що й музичному гурту треба дати таку саму назву, як у цих яскравих фруктів, які в той час бували у вільному продажу лише на свята.
1978 року «Апельсин» взяв участь у джазовому фестивалі в Тбілісі, наступного року був запрошений у телепрограми «Блакитний вогник» та «Навколо сміху». Гурт побував на гастролях у НДР і записувався на студії фірми «Мелодія».
У 1980-ті роки «Апельсин» переходить від створення музичних пародій у стилі «вестерн» (і донині групу впізнають по них) до написання власних речей. Гумор завжди був і є важливою складовою творчості цього колективу. Часто на концертах музиканти стоять мало не в стійці «струнко» з дуже серйозними обличчями. Попри мовний бар'єр (на перших порах усі тексти пісень були естонською), група завоювала популярність у всьому СРСР — завдяки іскристій, ексцентричній манері гри та співу й гумористичному характеру виконуваних композицій. Своєрідною візитівкою естонських музикантів стала жартівлива пісня «Мы оперу, мы оперу, мы очень любим оперу...» [Архівовано 3 квітня 2016 у Wayback Machine.]. Гурт «Апельсин» стає частим гостем на телепрограмах «Блакитний вогник» і «Навколо сміху», випускає кілька пластинок на фірмі «Мелодія». Відомий естонський поет Отт Ардер, старший брат Яана Ардера — музиканта і співака гурту, став автором текстів до кількох пісень, написаних для «Апельсина».
Після розпаду СРСР гурт майже перестав гастролювати на пострадянському просторі. Періодично виступає з концертами і бере участь у фестивалях в Естонії та інших країнах Балтії.

## Склад
- Тину Ааре (Tõnu Aare) — вокал, акустична і електрогітара, банджо, мандоліна, губна гармошка, бузуки
- Яан Ардер (Jaan Arder) — вокал, акустична гітара, скрипка, мандоліна
- Александер Віліпере (Aleksander Vilipere) — ударні, вокал
- Антс Нуут (Ants Nuut) — тромбон, труба, вокал
- Арґо Тоомель (Argo Toomel) — бас-гітара
- Аллан Якобі (Allan Jakobi) — акордеон, клавішні

### Колишні учасники гурту
- Іво Вартс (Ivo Varts)
- Тааґо Данієль (Taago Daniel)
- Хіллар Кінґ (Hillar King)
- Харрі Кирвітс (Harry Kõrvits)
- Яан Кірсс (Jaan Kirss)
- Ґуннар Кріік (Gunnar Kriik)
- Мееліс Лайдо (Meelis Laido)
- Борис Леппсоо (Boris Leppsoo)
- Марек Ліллемяґі (Marek Lillemägi)
- Іво Лінна (Ivo Linna)
- Андрес Лойґом (Andres Loigom)
- Маті Нууде (Mati Nuude)
- Прііт Піхлап (Priit Pihlap)
- Тармо Піхлап (Tarmo Pihlap)
- Володимир Серіпов (Vladimir Seripov)
- Велло Тоомеметс (Vello Toomemets)
- Ігор Трунін (Igor Trunin)
- Індрек Хіібус (Indrek Hiibus)
- Март Юрісалу (Mart Jürisalu)
- Велло Юртом (Vello Jurtom)

## Дискографія
- 1976 — Ансамбль «Апельсин» / фірма «Мелодія», С60 07809-10
- 1981 — Ансамбль «Апельсин» / фірма «Мелодія», С60 15353/15978
- 1988 — Ансамбль «Апельсин» / фірма «Мелодія», C60 26527 007
- 1990 — Ансамбль «Апельсин» / фірма «Мелодія», С60 29169 009
- 1994 — Apelsin XX
- 1999 — Apelsini boogie
- Apelsin No.1 — перевидання першого альбому
- 2003 — Apelsin 30

## Музика гурту в мультфільмах
- «Нехочуха»
- «Замок лгунов»
- «Великолепный Гоша»